# Buck Rogers (série télévisée)
Pour les articles homonymes, voir Rogers.
Buck Rogers ou Buck Rogers au XXVe siècle (Buck Rogers in the 25th Century) est une série télévisée américaine de science-fiction créée par Glen A. Larson et Leslie Stevens. Composée initialement d'un pilote de 93 minutes, de trois téléfilms de 90 minutes chacun et de 29 épisodes de 46 minutes, elle est diffusée entre le 20 septembre 1979 et le 16 avril 1981 sur le réseau NBC. 
La série met en scène Buck Rogers, un héros de science-fiction dont la création par Philip Francis Nowlan remonte à 1928. Ses aventures avaient été relatées jusque-là principalement sous la forme de comics. Une première adaptation en série télévisée  avait été réalisée en 1939 : un serial produit par Universal Pictures appelé Buck Rogers.
En France, le pilote est sorti dans les salles de cinéma le 25 juillet 1979. Il est diffusé à la télévision le 24 octobre 1983 dans l'émission L'Avenir du futur sur TF1. La première saison est diffusée à partir du 7 juillet 1984 sur TF1, jusqu'à l'épisode 15 (Bon anniversaire Buck), puis plusieurs fois rediffusée : à partir du 5 avril 1986 sur Antenne 2, du 13 septembre 1987 sur La Cinq, en 1997 sur 13e rue, toujours de manière incomplète. En 2001, la première saison est rediffusée sur Série Club et sont programmés les huit épisodes restants inédits (#16-24), ainsi que la seconde saison, également inédite, en version originale sous-titrée.

## Synopsis
En 1987, la NASA envoie le Capitaine William « Buck » Rogers en mission spatiale à bord du vaisseau Ranger 3. Le vaisseau est accidentellement dévié de sa trajectoire par une pluie de météorites et son pilote se retrouve en « animation suspendue ». Il est récupéré 500 ans plus tard par les Dracons, devenus maîtres de l'espace…

## Distribution
- Gil Gerard (VF : Dominique Paturel) : Capitaine William « Buck » Rogers
- Erin Gray (VF : Perrette Pradier) : Colonel Wilma Deering
- Tim O'Connor (VF : Jean-Henri Chambois) puis (VF : Jean-François Laley) : Docteur Ike Huer
- Felix Silla (VF : Jacques Ferrière) puis (VF : Albert Augier) : voix de Twiki, le robot
- Thom Christopher (en) : Hawk
- Wilfrid Hyde-White : Dr Jay Goodfellow
- Jay Garner (en) : Amiral Efrem Asimov

## Film
Le téléfilm pilote est d'abord sorti en salles en mars 1979 sous le titre Buck Rogers au XXVe siècle. Le film réalise 21 millions de dollars au box-office nord-américain, ce qui incite Universal à lancer une série hebdomadaire dans la foulée. Le film est également sorti à l'échelle internationale, mettant en vedette tous les personnages principaux qui apparaissent dans la série hebdomadaire, y compris la princesse Ardala de la planète Draconia et son sbire Kane. En France, le pilote est sorti dans les salles de cinéma le 25 juillet 1979. Il est diffusé à la télévision le 24 octobre 1983 dans l'émission L'Avenir du futur sur TF1. Le thème de la soirée était « L'astronomie de l'invisible ». Par la suite, il a été rediffusé en deux parties distinctes.
- États-Unis : 30 mars 1979 au cinéma
- France :  25 juillet 1979 au cinéma

- Joseph Wiseman : Draco
- Pamela Hensley (VF : Évelyn Séléna) : Princesse Ardala
- Henry Silva (VF : Jacques Deschamps) : Kane
- Duke Butler : Tigerman

## Épisodes

### Première saison (1979-1980)
Cette première saison produite par ses créateurs Glen A. Larson et Leslie Stevens se veut volontairement axée sur l'action et les jolies filles. Les ennemis sont excentriques et joués par de grands comédiens hollywoodiens. Un effort particulier a été mis sur les effets visuels avec un large choix de décors en studios mais aussi en extérieurs. En ce qui concerne la qualité des scénarios, les intrigues sont pour la plupart sommaires mais ce n'est pas le plus important. Ici, ce qui prime c'est l'humour et la légèreté…

### Buck Rogers-1repartie(Awakening - Part 1)
- États-Unis : 20 septembre 1979 (NBC)
- France :

- Joseph Wiseman : Draco
- Pamela Hensley : Princesse Ardala
- Henry Silva : Kane
- Duke Butler : Tigerman

### Buck Rogers-2epartie(Awakening - Part 2)
- États-Unis : 20 septembre 1979 (NBC)
- France :

- Joseph Wiseman : Draco
- Pamela Hensley : Princesse Ardala
- Henry Silva : Kane
- Duke Butler : Tigerman

### La Montagne du sorcier-1repartie(Planet of the Slave Girls - Part 1)
- États-Unis : 27 septembre 1979 (NBC)
- France : 1er septembre 1984 (TF1)

- Roddy McDowall (VF : Claude Nicot) : Gouverneur Saroyan
- David Groh (VF : Bernard Woringer) : Major Duke Danton
- Brianne Leary (VF : Claude Chantal) : Ryma
- Jack Palance (VF : Michel Gatineau) : Kaleel
- Karen Carlson (en) : Stella Warden
- Macdonald Carey (VF : Henri Labussière) : Docteur Mallory

### La Montagne du sorcier-2epartie(Planet of the Slave Girls - Part 2)
- États-Unis : 27 septembre 1979 (NBC)
- France : 8 septembre 1984 (TF1)

- Robert Dowdell : Galen
- Don Marshall (VF : Mario Santini) : Julio
- Michael Mullins (VF : Thierry Bourdon) : Regis Saroyan
- Buster Crabbe (VF : René Bériard) : Brigadier Gordon

### Le Paradis du jeu(Vegas in Space)
- États-Unis : 4 octobre 1979 (NBC)
- France : 18 août 1984 (TF1)

- Richard Lynch (VF : Claude d'Yd) : Morgan Velosi
- Ana Alicia : Falina Redding
- Juanin Clay (en) (VF : Claude Chantal) : Major Marla Landers
- Cesar Romero (VF : Jean-Henri Chambois) : Amos Armat
- Joseph Wiseman (VF : Jacques Deschamps) : Morphus
- James Luisi (en) (VF : Pierre Fromont) : Hood

### La Légion noire-1repartie(Plot to Kill a City - Part 1)
- États-Unis : 11 octobre 1979 (NBC)
- France : 15 septembre 1984 (TF1)

- Victor Argo (VF : Jean-Henri Chambois) : Argus
- Nancy DeCarl (VF : Michèle Montel) : Sherese
- James Sloyan (VF : Serge Lhorca) : Barney
- John Furlong (en) : Officier spatial

### La Légion noire-2epartie(Plot to Kill a City - Part 2)
- États-Unis : 18 octobre 1979 (NBC)
- France : 22 septembre 1984 (TF1)

- Frank Gorshin (VF : Georges Aubert) : Seton Kellogg
- Anthony James (VF : Claude Bertrand) : Varek
- Markie Post(VF : Francine Lainé) : Joella Cameron
- John Quade (VF : Henry Djanik) : Jolen Quince
- Robert Tessier (en) (VF : Georges Lycan) : Marcos
- James McEachin (VF : Serge Sauvion) : 	Richard Selvan

### Alerte au gaz(Return of the Fighting 69th)
- États-Unis : 25 octobre 1979 (NBC)
- France : 14 juillet 1984 (TF1)

- Peter Graves (VF : Jean Michaud) : Major Noah Cooper
- Elizabeth Allen (VF : Paule Emanuele) : Roxanne Trent
- Robert Quarry (en) (VF : Jacques Deschamps) : Commandant Corliss
- Woody Strode (VF : Henry Djanik) : Sergent MacMurthy
- Eddie Firestone (en) (VF : Henri Labussière) : Caporal Schultz

### Les Évadés du puits d’enfer(Unchained Woman)
- États-Unis : 1er novembre 1979 (NBC)
- France : 28 juillet 1984 (TF1)

- Jamie Lee Curtis (VF : Évelyn Séléna) : Jen Burton
- Michael DeLano (en) (VF : Claude d'Yd) : Malary Pantera
- Bert Rosario (VF : Serge Lhorca) : Sergio Sanwiler
- Robert Cornthwaite (VF : Albert de Médina) : Ted Warwick
- Tara Buckman (VF : Francine Lainé) : Majel
- Walter Hunter : Hugo

### Planète des Amazones(Planet of the Amazon Women)
- États-Unis : 8 novembre 1979 (NBC)
- France : 25 août 1984 (TF1)

- Ann Dusenberry (VF : Catherine Lafond) : Ariela
- Jay Robinson (VF : Jacques Deschamps) : Cassius Thorne
- Anne Jeffreys (VF : Martine Sarcey) : Linea
- Liberty Godshall : Nyree
- Antoinette Stella (VF : Jackie Berger) : Jayel
- Wendy Oates (VF : Dominique MacAvoy) : Renna

### Le Surdoué(Cosmic Whiz Kid)
- États-Unis : 15 novembre 1979 (NBC)
- France : 4 août 1984 (TF1)

- Gary Coleman (VF : Marcelle Lajeunesse) : Hieronymus Fox
- Melody Rogers (VF : Dominique MacAvoy) : Lieutenant Dya Cyrton
- Ray Walston (VF : Georges Aubert) : Roderick Zale
- Earl Boen (VF : Claude Dasset) : Selmar
- Lester Fletcher (VF : Jacques Ebner) : Jean-Marie Toman
- Albert Popwell (VF : Serge Sauvion) : Koren

### Un amour de princesse(Escape From Wedded Bliss)
- États-Unis : 22 novembre 1979 (NBC)
- France : 7 juillet 1984 (TF1)

- Pamela Hensley (VF : Anne Kerylen) : Princesse Ardala
- Michael Ansara (VF : Claude Bertrand) : Kane
- Alfred Ryder (VF : Jean-Henri Chambois) : Garedon
- H.B. Haggerty : Tigerman

### La Croisière sidérale(Cruise Ship to the Stars)
- États-Unis : 27 décembre 1979 (NBC)
- France : 21 juillet 1984 (TF1)

- Brett Halsey : Capitaine
- Leigh McCloskey (VF : Yves-Marie Maurin) : Jalor Devin.
- Trisha Noble : Sabrina
- Kimberly Beck : Alison Michaels
- Dorothy Stratten (VF : Dominique MacAvoy) : Miss Cosmos

### Le Vampire(Space Vampire)
- États-Unis : 3 janvier 1980 (NBC)
- France : 11 août 1984 (TF1)

- Christopher Stone (VF : Yves-Marie Maurin) : Commandant Royco
- Nicholas Hormann (VF : Georges Aminel) : Le Vorvon
- Lincoln Kilpatrick (VF : Sady Rebbot) : Dr. Ecbar
- Phil Hoover : Helson

### Bon anniversaire, Buck(Happy Birthday, Buck)
- États-Unis : 10 janvier 1980 (NBC)
- France : 28 juin 1986 (Antenne 2)

- Morgan Brittany (VF : Dominique MacAvoy) : Raylyn Merritt
- Tamara Dobson : Dr. Delora Bayliss
- Peter MacLean (VF : Jean-Henri Chambois) : Colonel Cornell Traeger
- Bruce Wright (VF : Yves-Marie Maurin) : Rorvik
- Chip Johnson : Carew

### Une bombe pour Buck(A Blast for Buck)
- États-Unis : 17 janvier 1980 (NBC)
- France : 2 février 2001 (Série Club)

- Gary Coleman : Hieronymus Fox

### Le retour d'Ardala(Ardala Returns)
- États-Unis : 24 janvier 1980 (NBC)
- France : 9 février 2001 (Série Club)

- Pamela Hensley : Princesse Ardala
- Michael Ansara : Kane
- H.B. Haggerty : Tigerman

### Twiki a disparu(Twiki is Missing)
- États-Unis : 31 janvier 1980 (NBC)
- France : 16 février 2001 (Série Club)

- Eddie Benton : Stella
- John P. Ryan : Kurt Belzack
- David Darlow : Pinchas
- Janet Bebe Louis : Clare

### Jeux Olympiques(Olympiad)
- États-Unis : 7 février 1980 (NBC)
- France : 23 février 2001 (Série Club)

- Nicolas Coster : Alaric
- Judith Chapman : Lara Teasian
- Paul Mantee : Karl
- Bob Seagren : Rand Sorgon

### Jennifer(A Dream of Jennifer)
- États-Unis : 14 février 1980 (NBC)
- France : 2 mars 2001 (Série Club)

- Paul Koslo : Commandant Reeve
- Anne Lockhart : Jennifer
- Mary Woronov : Nola
- Jessie Lawrence Ferguson : Lieutenant Rekoff

### Le Rock de l'espace(Space Rockers)
- États-Unis : 21 février 1980 (NBC)
- France : 9 mars 2001 (Série Club)

- Jerry Orbach : Lars Mangros
- Judy Landers : Joanna
- Richard Moll : Yarat
- Jesse Goins : Rambeau

### Duel à mort pour Buck(Buck’s Duel to the Death)
- États-Unis : 20 mars 1980 (NBC)
- France : 16 mars 2001 (Série Club)

- William Smith : Le Trébor
- Robert Lussier : Docteur Albert
- Keith Andes : Darius
- Elizabeth Stack : Vionne

### La sorcière de la guerre-1repartie(Flight of the War Witch - Part 1)
- États-Unis : 24 mars 1980 (NBC)
- France : 23 mars 2001 (Série Club)

- Julie Newmar : Zarina
- Sid Haig : Spirot
- Vera Miles : Tora
- Sam Jaffe : Chef du conseil

### La sorcière de la guerre-2epartie(Flight of the War Witch - Part 2)
- États-Unis : 30 mars 1980 (NBC)
- France : 30 mars 2001 (Série Club)

- Pamela Hensley : Princesse Ardala
- Michael Ansara : Kane
- Donald Petrie : Kodus
- Kelley Miles : Chandar

### Deuxième saison (1981)
Cette seconde saison compte moins d'épisodes à la suite de la grève des acteurs d'Hollywood en cette rentrée 1980. La plupart des scripts ayant pris du retard, la chaîne NBC décida de repousser la diffusion au début de l'année 1981. De profonds changements ont émaillé la production. Tout d'abord, à la suite des plaintes des comédiens principaux, notamment Gil Gerard, qui trouvait la série beaucoup trop légère, le studio Universal décida de changer le concept : moins de bling bling et plus de sérieux. Les producteurs Glen A. Larson et Leslie Stevens furent remerciés et remplacés par John Mantley. Un adoucissement du personnage de Wilma intervint : plus féminine et moins rebelle dans son attitude et ses tenues. Des personnages importants comme le docteur Huer, le docteur Théopolis ainsi que la princesse Ardala disparurent sans explication. L'introduction de nouveaux personnages comme Hawk, l'homme faucon, le professeur Goodfellow, le robot Crichton et l'amiral Asimov a profondément changé l'équilibre des histoires…

### Le temps du faucon(Partie 1) (Time of the Hawk - Part 1)
- États-Unis : 15 janvier 1981 (NBC)
- France : 6 avril 2001 (Série Club)

- BarBara Luna : Koori
- Lance LeGault : Flagg
- David Opatoshu : Llamajuna
- Dennis Haysbert : Officier de communication

### Le temps du faucon(Partie 2) (Time of the Hawk - Part 2)
- États-Unis : 15 janvier 1981 (NBC)
- France : 13 avril 2001 (Série Club)

- Sid Haig : Pratt
- Kenneth O'Brien : Capitaine
- Lavelle Roby : Thromis
- Michael Fox : Haut juge

### Voyage à l'oasis(Partie 1) (Journey to Oasis - Part 1)
- États-Unis : 22 janvier 1981 (NBC)
- France : 20 avril 2001 (Série Club)

- Mark Lenard : Ambassadeur Duvoe
- Len Birman : Amiral Zite
- Paul Carr : Lieutenant Devlin
- Felix Silla : Odee-X

### Voyage à l'oasis(Partie 2) (Journey to Oasis - Part 2)
- États-Unis : 22 janvier 1981 (NBC)
- France : 27 avril 2001 (Série Club)

- Donn Whyte : Zycharian Jr
- Michael Stroka : Rolla
- Alex Hyde-White : Technicien

### Les gardiens(The Guardians)
- États-Unis : 29 janvier 1981 (NBC)
- France : 4 mai 2001 (Série Club)

- Harry Townes : Le gardien
- Rosemary DeCamp : La mère de Buck
- Vic Perrin : Le premier gardien
- BarBara Luna : Koori

### La marque du Saurien(Mark of the Saurian)
- États-Unis : 5 février 1981 (NBC)
- France : 18 mai 2001 (Série Club)

- Linden Chiles : Ambassadeur Cabot
- Kim Hamilton : Infirmière Paulton
- Vernon Weddle : Docteur Moray
- Paul Carr : Lieutenant Devlin

### L'homme en or(The Golden Man)
- États-Unis : 19 février 1981 (NBC)
- France : 25 mai 2001 (Série Club)

- David Hollander : Velis
- Anthony James : Graf
- Bruce M. Fisher : Loran
- Russell Wiggins : Relcos

### Les cristaux(The Crystals)
- États-Unis : 5 mars 1981 (NBC)
- France : 1er juin 2001 (Série Club)

- Amanda Wyss : Laura
- Sandy Champion : Chef Hall
- Alex Hyde-White : Lieutenant Martin
- Hubie Kerns Jr : Le monstre

### Le satyre(The Satyr)
- États-Unis : 12 mars 1981 (NBC)
- France : 8 juin 2001 (Série Club)

- Anne E. Curry : Cyra Samos
- David S. Cass Sr : Pangor
- Bobby P. Lane : Delph

### Shgoratchx!(Shgoratchx!)
- États-Unis : 19 mars 1981 (NBC)
- France : 15 juin 2001 (Série Club)

- Tommy Madden : Général Xenos
- John Edward Allen : Général Zoman
- Alex Hyde-White : Enseigne Moore
- Tony Cox : Zedht

### La main de Goral(The Hand of Goral)
- États-Unis : 26 mars 1981 (NBC)
- France : 22 juin 2001 (Série Club)

- John Fujioka : La main de Goral
- William Bryant : Cowan
- Peter Kastner : Reardon
- Dennis Haysbert : Lieutenant Parsons

### Le témoignage d'un traître(Testimony of a Traitor)
- États-Unis : 9 avril 1981 (NBC)
- France : 29 juin 2001 (Série Club)

- William Sylvester : Général Preston Myers
- Walter Brooke : Le président des États-Unis
- Ramon Bieri : Commissaire Bergstrom
- John Milford : Général de l'US AIR FORCE

### Le secret Dorian(The Dorian Secret)
- États-Unis : 16 avril 1981 (NBC)
- France : 6 juillet 2001 (Série Club)

- Keith Atkinson : Joham
- Lachelle Chamberlain : Darel
- Walker Edmiston : Koldar
- Devon Ericson : Asteria Eleefa

## Commentaires
- La voix du narrateur de la séquence de générique n’est autre que celle de William Conrad (Cannon, La loi est la loi…) en version originale[2].

## Récompense
- Primetime Emmy Award 1981 : Meilleure musique pour Bruce Broughton [3].

## DVD
En France, la série est sortie en DVD sous le titre Buck Rogers au XXVe siècle.
L'intégralité des épisodes de la saison 1 est sortie en zone 2 le 22 juin 2010 dans un coffret 6 DVD chez Universal Pictures. Les copies ne sont pas restaurées et le format de tournage est conservé (1.33.1 plein écran) en version française et version originale sous-titrée. Aucun supplément sur les coulisses ou la fabrication de la série n'est disponible. Le coffret est composé de trois slimpacks contenant chacun deux disques, le tout dans un fourreau cartonné.
L'intégralité des épisodes de la saison 2 est sortie en zone 1 le 8 janvier 2013 dans un coffret 4 DVD chez Universal Studios. Les copies ont été restaurées et le format de tournage est conservé (1.33.1 plein écran) en version originale sous-titrée en français. En supplément, le téléfilm pilote de la série y est inclus en version longue, contenant des scènes inédites. Le coffret est composé d'un boîtier transparent scanavo contenant quatre disques.
L'intégralité de la série (saison 1 et 2 - 37 épisodes) est sortie en France le 20 janvier 2016 dans un coffret 12 DVD chez Elephant Films, incluant un bonus inédit de 32 minutes Les Futurs de Buck Rogers avec une présentation de la série par Alain Carrazé et une interview de Glen A. Larson.

## Bande dessinée
La série a fait l'objet d'une adaptation en bandes dessinées par l'éditeur américain Gold Key :

- Buck Rogers in the 25th Century # 2 (1er août 1979) (Scénario de Paul S. Newman et dessins de Frank Bolle) (21 planches) : The Awakening (1/3)
- Buck Rogers in the 25th Century # 3 (1er septembre 1979) (Scénario de Paul S. Newman et dessins d' Alden McWilliams) (21 planches) : The Awakening (2/3)
- Buck Rogers in the 25th Century # 4 (1er octobre 1979) (Scénario de Paul S. Newman et dessins de Frank Bolle) (22 planches) : The Awakening (3/3)
- Buck Rogers in the 25th Century # 5 (1er décembre 1979) (Scénario de Paul S. Newman et dessins d' Alden McWilliams) (22 planches) : The Missing Element
- Buck Rogers in the 25th Century # 6 (1er février 1980) (Scénario de Paul S. Newman et dessins d' Alden McWilliams) (22 planches) : The Hostage
- Buck Rogers in the 25th Century # 7 (1er avril 1980) (Scénario de Paul S. Newman et dessins d' Alden McWilliams) (22 planches) : The Trial
- Buck Rogers in the 25th Century # 10 (1er janvier 1981) (Scénario de Paul S. Newman et dessins d' Alden McWilliams) (22 planches)
- Buck Rogers in the 25th Century # 11 (1er février 1981) (Scénario de Paul S. Newman et dessins d' Alden McWilliams) (22 planches)
- Buck Rogers in the 25th Century # 12 (1er juillet 1981) (Scénario de Paul S. Newman et dessins d' Alden McWilliams) (22 planches)
- Buck Rogers in the 25th Century # 13 (1er octobre 1981) (Scénario de B.S. Watson et dessins de Mike Roy) (22 planches) : The Lights in the Sky et In My Life
- Buck Rogers in the 25th Century # 14 (1er janvier 1982) (Scénario de B.S. Watson et dessins de Mike Roy) (22 planches) : Flames of the Dragon
- Buck Rogers in the 25th Century # 15 (1er mars 1982) (Scénario de B.S. Watson et dessins de Mike Roy) (22 planches) : That Which Seems to Be... et 10 Levels of Death!
- Buck Rogers in the 25th Century # 16 (1er mai 1982) (Scénario de B.S. Watson et dessins de Mike Roy) (22 planches) : The Sellers of Souls